# Beverly Lorraine Greene
Beverly Lorraine Greene (* 4. Oktober 1915 in Chicago, Illinois, USA; † 22. August 1957 in New York City, USA) war eine amerikanische Architektin. Sie war die erste Afroamerikanerin, die 1942 in den Vereinigten Staaten eine Lizenz als Architektin erhielt.

## Leben und Werk

UNESCO-Gebäude in Paris

Greene war das einzige Kind von James A. Greene und Vera Greene. Sie studierte Architekturingenieurwesen an der Universität von Illinois in Urbana-Champaign (UIUC), wo sie 1936 als erste afroamerikanische Frau einen Bachelor of Science erwarb. Sie erhielt 1937 ebenfalls an der UIUC einen Master-Abschluss in Stadtplanung und Wohnungswesen. Sie war das einzige afroamerikanische und einzige weibliche Mitglied des Studentenkapitels der American Society of Civil Engineers.

## Tätigkeit als Architektin
Sie kehrte 1938 nach Chicago zurück und arbeitete als eine der ersten Afroamerikanerinnen für die Chicago Housing Authority. Am 28. Dezember 1942 wurde Greene im US-Bundesstaat Illinois als Architektin registriert. Trotz ihrer Ausbildung und ihrer offiziellen Anerkennung als Architektin fand Greene nur schwer eine Anstellung in diesem Beruf.
Sie zog 1945 nach New York City, um an dem geplanten privaten Wohnungsbauprojekt Stuyvesant Town in Lower Manhattan zu arbeiten, das von der Metropolitan Life Insurance Company gebaut wurde. Sie arbeitete dort allerdings nur kurz, da sie mit einem Stipendium an der School of Architecture der Columbia University zugelassen wurde. 1945 erwarb sie ihren Master-Abschluss in Architektur und wurde für ihre Leistung vom National Council of Negro Women ausgezeichnet.
Greene arbeitete anschließend für eine Reihe namhafter Architekturbüros. Zu ihren Arbeitgebern während dieser Zeit gehörte von 1945 bis 1955 das von Isadore Rosefield geleitete Architekturbüro, das sich auf die Gestaltung von Gesundheitsversorgung und Krankenhäusern spezialisierte. Sie arbeitete auch mit Edward Durell Stone am Kunstkomplex des Sarah Lawrence College und 1952 an einem Theater an der Universität von Arkansas. Während ihrer Zeit bei dem von Marcel Breuer geleiteten Architekturbüro arbeitete sie am UNESCO-Hauptquartier der Vereinten Nationen in Paris, Frankreich, das 1958 fertiggestellt wurde. Die meisten Gebäude an der New York University, an deren Design sie mitgewirkt hat, konnte sie nach der Fertigstellung nicht mehr sehen.
Greene starb 1957 im Alter von 41 Jahren in New York City. Im Unity Funeral Home in Manhattan fand der Gedenkgottesdienst statt, einem der Gebäude, die sie entworfen hatte. Ihr Nachruf erschien in Zeitungen und Zeitschriften im ganzen Land, darunter die New York Amsterdam News, The Philadelphia Tribune, The Chicago Defender, die Chicago Daily Tribune, die Atlanta Daily World und das Jet-Magazine.

## Projekte (Auswahl)
- 1949: Peter Cooper Village Stuyvesant Town (ursprünglich Stuyvesant Town), New York
- 1951: Theater der University of Arkansas
- 1952: Künstlerischer Komplex des Sarah Lawrence College
- Unity Funeral Home Chapel, 2352 Eighth Avenue, Manhattan
- Reformierte christliche Kirche, 127th Street und 7th Avenue, New York City
- 1956: UNESCO-Hauptquartier, Vereinte Nationen, Paris; mit Marcel Breuer & Associates[9]
- 1956: Gebäude auf dem Hochhauscampus der New York University
- 1961: Colston Hall, (orig. Silver Hall), Bronx Community College, Bronx; mit Marcel Breuer & Associates
- 1964: Begrisch Halle. Bronx Community College, Bronx; mit Marcel Breuer & Associates
- 1964: Polowczek Hall (ursprünglich Gould Hall of Technology), Bronx Community College, Bronx; mit Marcel Breuer & Associates
- 1969: Meister Hall, (orig. Tech I & II), Bronx Community College, Bronx; mit Marcel Breuer & Associates